# Azanowo (Mari El)
Azanowo (ros. Азаново) – wieś (sieło) w Rosji, w Mari El, w rejonie miedwiediewskim. W 2010 liczyła 1764 mieszkańców.